# Bertrand de Comps
Bertrand de Comps est le 17e supérieur de L'Hospital de l'ordre de Saint-Jean de Jérusalem de 1236 à sa mort en 1239 ou 1240.

## Biographie
Il apparait pour la première fois dans les archives de l'ordre en tant que simple frère et date de février 1216 en Terre sainte. Il apparait encore comme prieur de Saint-Gilles du 8 décembre 1231 au 17 avril 1234. Il dut prendre son office en 1230 ou 1231, puisque son prédécesseur, G. des Ormes, était encore prieur de Saint-Gilles en 1229. Entre avril 1234 et l'été 1236, nous n'avons rien qui le concerne, mais il fut peut-être directement du prieuré au magistère.
Il fut élu entre le mois de mai et le 20 septembre 1236, et devait tenir son poste de grand maître au moins jusqu'en avril 1239, date d'une dernière mention de lui, peut-être plus tard puisque la première mention de son successeur Pierre de Vieille-Bride date de 1240.
Les généalogistes le donnent originaire de la ville de Comps-sur-Artuby en Bas-Dauphiné mais sans aucune certitude. Ce qui va quand même dans le sens qu'il fut prieur de Saint-Gilles dont relevait le Bas-Dauphiné. Notons simplement une divergence quant aux armories des anciens seigneurs de Comps. Pour sa part Bertrand de Comps portait dans les nobiliaires de l'Ordre, de gueules à l'aigle échiquetée d'argent et de sable.

## Sous son magistère
La paix, assurée jusqu'en 1237, n'est pas très nette quant aux manœuvres des Hospitaliers. Ils paraissent au moins deux fois avoir songé à négocier une alliance avec les ennemis des Francs de Terre sainte. Le pape les accusait de vouloir s'entendre avec les Assassins contre le prince d'Antioche avec lequel ils étaient en hostilités déclarées. Il leur reprochait le versement d'un tribut, attesté par ailleurs, en échange de leur protection.
Grégoire IX formula une menace d'excommunication envers les Hospitaliers, mais aussi envers les Templiers, le 20 avril 1236. Le 13 mars 1238, il formula une nouvelle accusation envers les Hospitaliers, les accusant d'une vie scandaleuse et d'une discipline relâchée. Les accusant de plus de soutenir Jean Dukas, gendre de Théodore Lascaris, proclamé empereur d'Orient à Nicée en menaçant la domination chancelante des empereurs de Constantinople.
Pour le développement de l'Ordre, il faut signaler, en Orient, à Chypre, les libéralités du roi Henri de Lusignan et d'Agnès de la Beaume qui procure à Bertrand de Comps de grands accroissements territoriaux. En Occident, les progrès se confirment en Poméranie, en Silésie, en Moravie et en Pologne malgré la création des Teutoniques.

## Sources bibliographiques
- Bertrand Galimard Flavigny (2006) Histoire de l'ordre de Malte, Perrin, Paris
- J. Delaville Le Roulx, Les hospitaliers en terre sainte et à Chypre 1100 à 1310, Paris, Ernest Leroux, 1904